# Rebecca Allen
Rebecca Allen (nacida el 6 de noviembre de 1992 en Wangaratta, Australia) es una jugadora de baloncesto australiana. Con 1.85 metros de estatura, juega en la posición de Alero.